# Зелёный посёлок
Зелёный посёлок — микрорайон в Бунарском районе города Новоуральска Свердловской области России.

## География
Расположен в юго-западной части города.  С запада ограничен гаражами, за которыми расположен лесной массив и 15-й микрорайон города. С севера ограничен рекой Бунаркой, с востока и юга — зданиями и сооружениями спортивного назначения на левом берегу реки Ольховки
Расстояние до центра города по прямой — 1,5 километра, по автодороге — 2 километра.

### Улицы
- Билимбаевская
- Ключевая
- Лесная
- Новая
- Ольховая
- Орджоникидзе
- Осипенко
- Пионерская
- Сергея Лазо
- Серова

## История
Изначально был заложен как посёлок первостроителей Четвёртый Зелёный при строительстве комбината № 813. Всего таких посёлков на землях будущего города было десять: Фанерный, Постоянный, Временный, Первомайский, Первый Зелёный (Финский), Второй Зелёный (Финский), Третий Зелёный (Финский), Четвёртый Зелёный, Западный, Северный. «Зелёные» посёлки были основаны уже в послевоенные годы.

## Инфраструктура
Состоит из малоэтажной жилой застройки. Строительство жилых домов к югу от Зелёного посёлка, в микрорайоне № 12, продолжается.

## Транспорт
Ближайшие автобусные остановки к Зелёному посёлку: «Магазин "Малыш"»/«Грязелечебница», «15-й микрорайон», «СЮТ»/«Центр творчества».